# Centuries
«Centuries» (стилизовано как «Cen†uries») — музыкальная композиция американской рок-группы Fall Out Boy, изданная в качестве первого сингла с их шестого студийного альбома American Beauty/American Psycho 9 сентября 2014 года. Песня была написана Fall Out Boy совместно с двумя продюсерами, также был снят музыкальный видеоклип на гладиаторскую тематику. Сингл стал четырежды платиновым в США и достиг 1-го места в чарте UK Rock & Metal Chart и 10-го места в Billboard Hot 100. Также «Centuries» является четвёртым синглом группы, попавшим в десятку топа хитов, и первым, добившимся такого успеха спустя восемь лет с релиза сингла «This Ain’t a Scene, It’s an Arms Race» (2007), достигнувшего таких же высот. В 2015 году композиция была номинирована на премию Kerrang! Award как лучший сингл. Fall Out Boy неоднократно исполняли «Centuries» в телевизионных выступлениях, а сама композиция была использована каналом ESPN в рекламном ролике плей-офф футбольного чемпионата среди колледжей.

## История
«Centuries» была написана Питом Венцем, Патриком Стампом, Джо Троманом, Энди Хёрли, Джонатаном Ротемом, Джастином Трантером, Раджей Кумари и Майклом Фонсека в середине 2014 года и спродюсирована Омегой и Ротемом. Изначально Стамп выступил с песней во время тура Monumentour, проходившего совместно с американской рок-группой Paramore. В интервью журналу Kerrang! Венц описал идею песни как историю «Давида против Голиафа».
«Centuries» содержит семпл песни «Tom's Diner» Сюзанны Вега, перезаписанный специально для трека американской певицей Lolo.

## Релиз
Через несколько дней после окончания тура Monumentour, 4 сентября 2014 года, Fall Out Boy выложили короткое тизер-видео, в котором при помощи кода Морзе было зашифровано название будущей композиции. За день до официальной премьеры «Centuries» была представлена на BBC Radio 1.

## Реакция критики
В целом «Centuries» получила положительные отзывы от музыкальных критиков.  MTV охарактеризовал новый трек как «максимально боевой вопль».

## Список композиций
Цифровая дистрибуция
1. «Centuries» — 3:51

## Чарты
| Чарт (2014-15)                               | Высшая позиция |
| -------------------------------------------- | -------------- |
| ARIA                                         | 55             |
| Австрия (Ö3 Austria Top 40)                  | 62             |
| Бельгия/Фландрия (Ultratip Bubbling Under)   | 68             |
| Канада (Billboard Canadian Hot 100)          | 26             |
| Канада (Billboard CHR/Top 40)                | 48             |
| Канада (Billboard Hot AC)                    | 48             |
| National Report Top Rock                     | 4              |
| Чехия (Rádio — Top 100)                      | 19             |
| Чехия (Singles Digitál Top 100)              | 13             |
| Германия (GfK)                               | 71             |
| IRMA                                         | 59             |
| Новая Зеландия (Recorded Music NZ)           | 32             |
| Словакия (Rádio — Top 100)                   | 44             |
| Словакия (Singles Digitál Top 100)           | 15             |
| Швеция (Sverigetopplistan)                   | 60             |
| Великобритания (OCC UK Singles)              | 22             |
| Великобритания (OCC UK Rock & Metal)         | 1              |
| США (Billboard Hot 100)                      | 10             |
| США (Billboard Hot Rock & Alternative Songs) | 2              |
| США (Billboard Rock & Alternative Airplay)   | 8              |
| США (Billboard Adult Contemporary)           | 26             |
| США (Billboard Adult Pop Airplay)            | 9              |
| США (Billboard Pop Airplay)                  | 13             |

| Чарт (2014)                   | Позиция |
| ----------------------------- | ------- |
| Hot Rock Songs (Billboard)    | 19      |
| Alternative Songs (Billboard) | 38      |

| Чарт (2015)                      | Позиция |
| -------------------------------- | ------- |
| Adult Pop Songs (Billboard)      | 34      |
| Hot Digital Songs (Billboard)    | 27      |
| Billboard Hot 100                | 43      |
| Hot Rock Songs (Billboard)       | 3       |
| Hot 100 Airplay (Billboard)      | 54      |
| Rock Airplay Songs (Billboard)   | 33      |
| Rock Digital Songs (Billboard)   | 3       |
| Rock Streaming Songs (Billboard) | 3       |
| Streaming Songs (Billboard)      | 49      |

## Сертификации и продажи
| Регион                                                                      | Сертификация  | Продажи   |
| --------------------------------------------------------------------------- | ------------- | --------- |
| Дания (IFPI Danmark)                                                        | Платиновый    | 90 000    |
| Германия (BVMI)                                                             | Золотой       | 200 000   |
| Италия (FIMI)                                                               | Золотой       | 25 000    |
| Швеция (GLF)                                                                | Платиновый    | 40 000    |
| Великобритания (BPI)                                                        | 2× Платиновый | 1 200 000 |
| США (RIAA)                                                                  | 4× Платиновый | 4 000 000 |
| Данные о продажах + прослушиваниях приведены только на основе сертификации. |               |           |

## История издания
| Регион         | Дата            | Формат                       | Лейбл                            |
| -------------- | --------------- | ---------------------------- | -------------------------------- |
| Великобритания | 8 сентября 2014 | Contemporary hit radio       | Island Records                   |
| США            | 9 сентября 2014 | Modern rock radio            | Island Records, Republic Records |
| В мире         | 9 сентября 2014 | Цифровая дистрибуция         | Island Records                   |
| США            | 6 октября 2014  | Hot adult contemporary radio | Island Records, Republic Records |